# Rotkäppchen

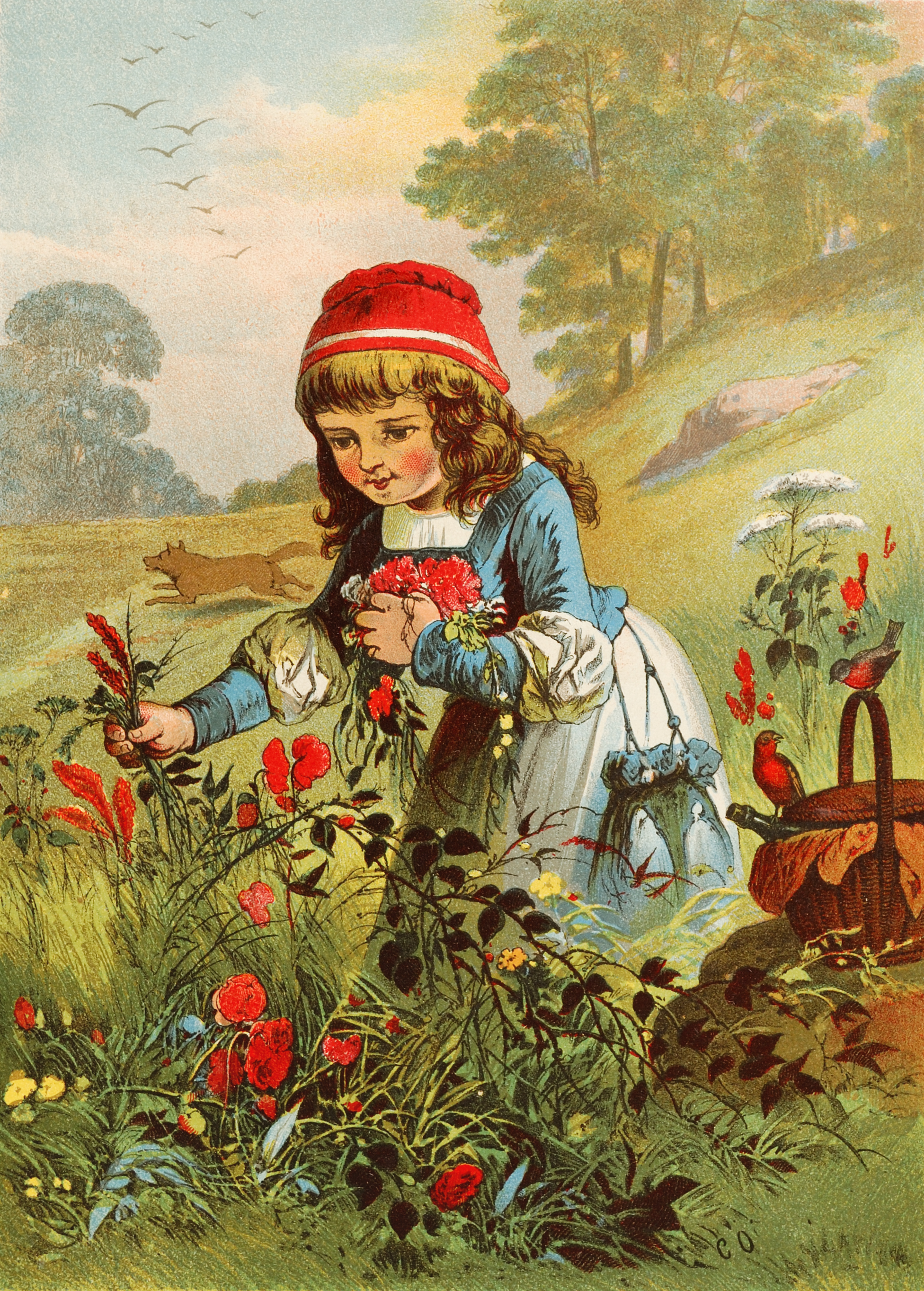
Rotkäppchen pflückt Blumen, wie der Wolf ihm empfohlen; Illustration von Carl Offterdinger (19. Jh.)

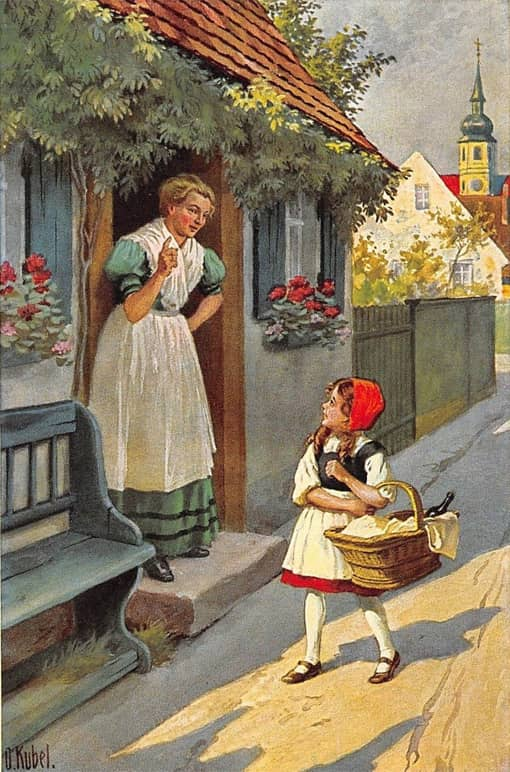
Mutter gibt Rotkäppchen guten Rat mit auf den Weg (Illustration von Otto Kubel, entstanden um 1930)

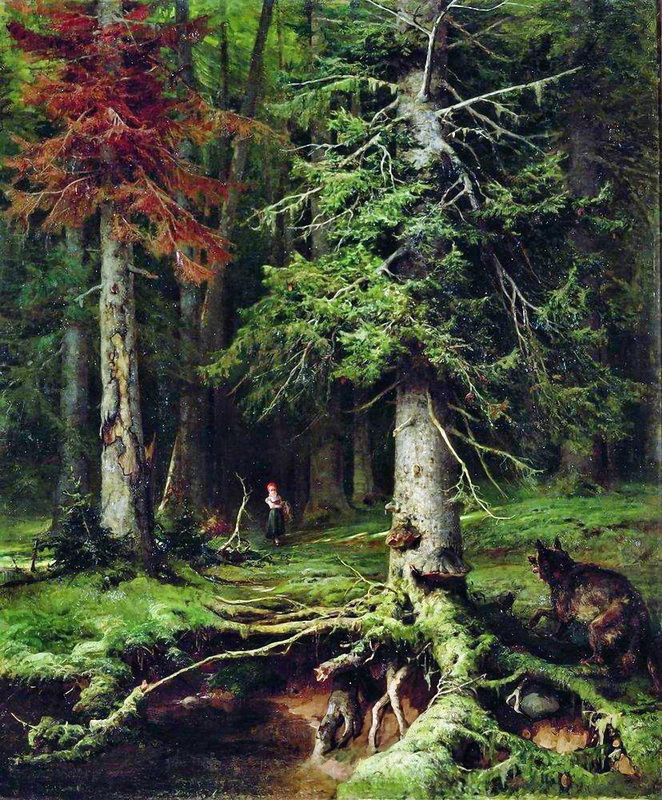
Rotkäppchen begegnet dem bösen Wolf im Wald (Illustration von Julius von Klever, 1887)

Rotkäppchen ist ein Märchen. Es steht in den Kinder- und Hausmärchen der Brüder Grimm als Rothkäppchen an Stelle 26 (KHM 26) und geht durch mündliche Weitergabe über Johanna und Marie Hassenpflug auf Charles Perraults Le Petit Chaperon rouge in Contes de ma Mère l’Oye (1695/1697) zurück. Ludwig Bechstein übernahm das Märchen 1853 von den Brüdern Grimm in sein Deutsches Märchenbuch als Das Rotkäppchen (Nr. 9). Andere Titel sind Rotkäppchen und der (böse) Wolf, im österreichischen Burgenland und Ungarn auch Piroschka (von ungarisch piros: rot). Als europäisches Märchen ist es als Typ ATU 333 eingeordnet.

## Überlieferung

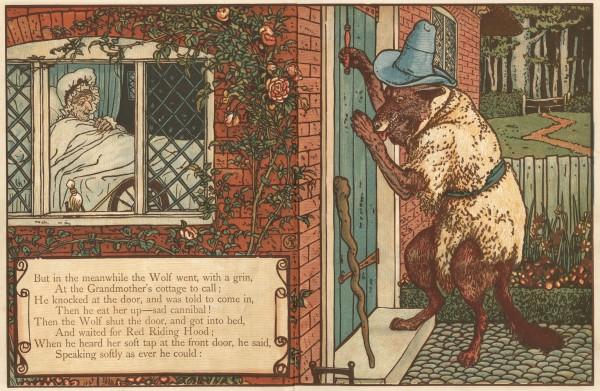
Der Wolf späht zum Fenster an Großmutters Haus hinein; Illustration von Walter Crane (1845–1915)

Die beiden ersten literarischen Rotkäppchenversionen stammen von Charles Perrault aus den Jahren 1695 (Perrault’s Tales of the Mother Goose, The Dedication Manuscript of 1695, Hrsg. Jacques Barchilon, 2 Bände, New York 1956, The Pierpont Morgan Library) und 1697 (Contes de Perrault, Paris 1697, Faksimile-Druck, Hrsg. Jacques Barchilon, Genf 1980). Die Brüder Grimm veröffentlichten die Geschichte im ersten Band ihrer Kinder- und Hausmärchen von 1812 unter der Nummer 26. Rotkäppchen gehört zu den am häufigsten bearbeiteten, interpretierten und parodierten Märchen.

## Inhalt

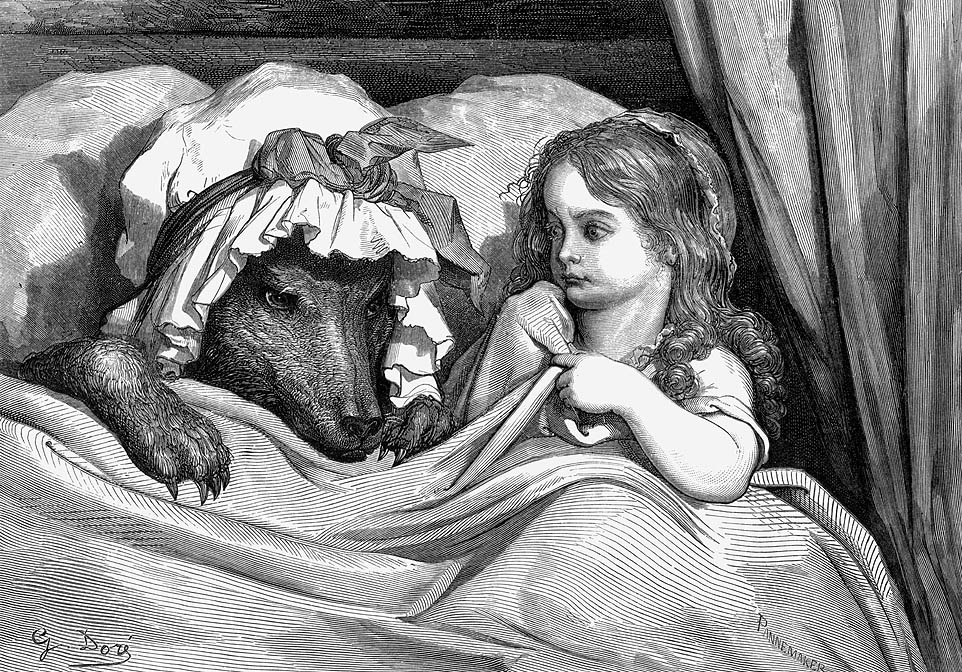
Rotkäppchen wundert sich über Großmutters Aussehen (Illustration von Gustave Doré aus dem Märchenbuch Les Contes de Perrault, Paris 1862)

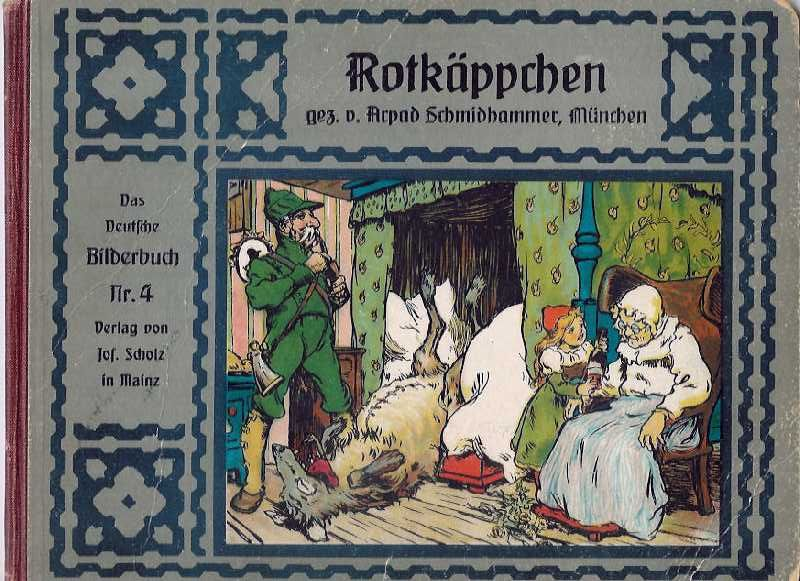
Der Jäger hat den Wolf erlegt, Steine in dessen Bauch eingenäht, Rotkäppchen und Großmutter sind befreit (Illustration von Arpad Schmidhammer, um 1910)

Ein kleines Mädchen, dem seine Großmutter einst eine rote Kappe geschenkt hatte, daher Rotkäppchen genannt, wird von der Mutter zu der in einem Haus im Wald wohnenden, bettlägerig kranken Großmutter mit einem Korb mit Leckereien (Kuchen und Wein) geschickt. Die Mutter warnt Rotkäppchen eindringlich, es solle nicht vom Weg abgehen. Im Wald lässt es sich auf ein Gespräch mit einem Wolf ein. Dieser horcht Rotkäppchen aus und macht es auf die schönen Blumen auf einer nahen Wiese aufmerksam, worauf Rotkäppchen beschließt, noch einen Blumenstrauß zu pflücken, der Warnung der Mutter zum Trotz. Der Wolf eilt geradewegs zur Großmutter und verschlingt sie. Er legt sich in deren Nachthemd in ihr Bett und wartet auf Rotkäppchen. Bald darauf erreicht Rotkäppchen das Haus, tritt ein, und begibt sich in (bei Perrault) bzw. an (bei den Brüdern Grimm) Großmutters Bett. Dort wundert sich Rotkäppchen über die Gestalt seiner Großmutter, erkennt aber den Wolf nicht, bevor es ebenfalls verschlungen wird. Bei Perrault endet das Märchen hier.
Großmutter und Rotkäppchen werden bei den Brüdern Grimm vom Jäger aus dem Bauch des schlafenden Wolfes befreit. Dem Wolf werden stattdessen Steine in den Bauch gefüllt. Wegen des Gewichts der Steine kann der Wolf nicht fliehen und stirbt. In einer italienischen Version, Die falsche Großmutter, befreit sich Rotkäppchen durch seine eigene Schlauheit und flieht. Der Wolf stirbt anschließend.

## Legenden zu Rotkäppchens Tracht

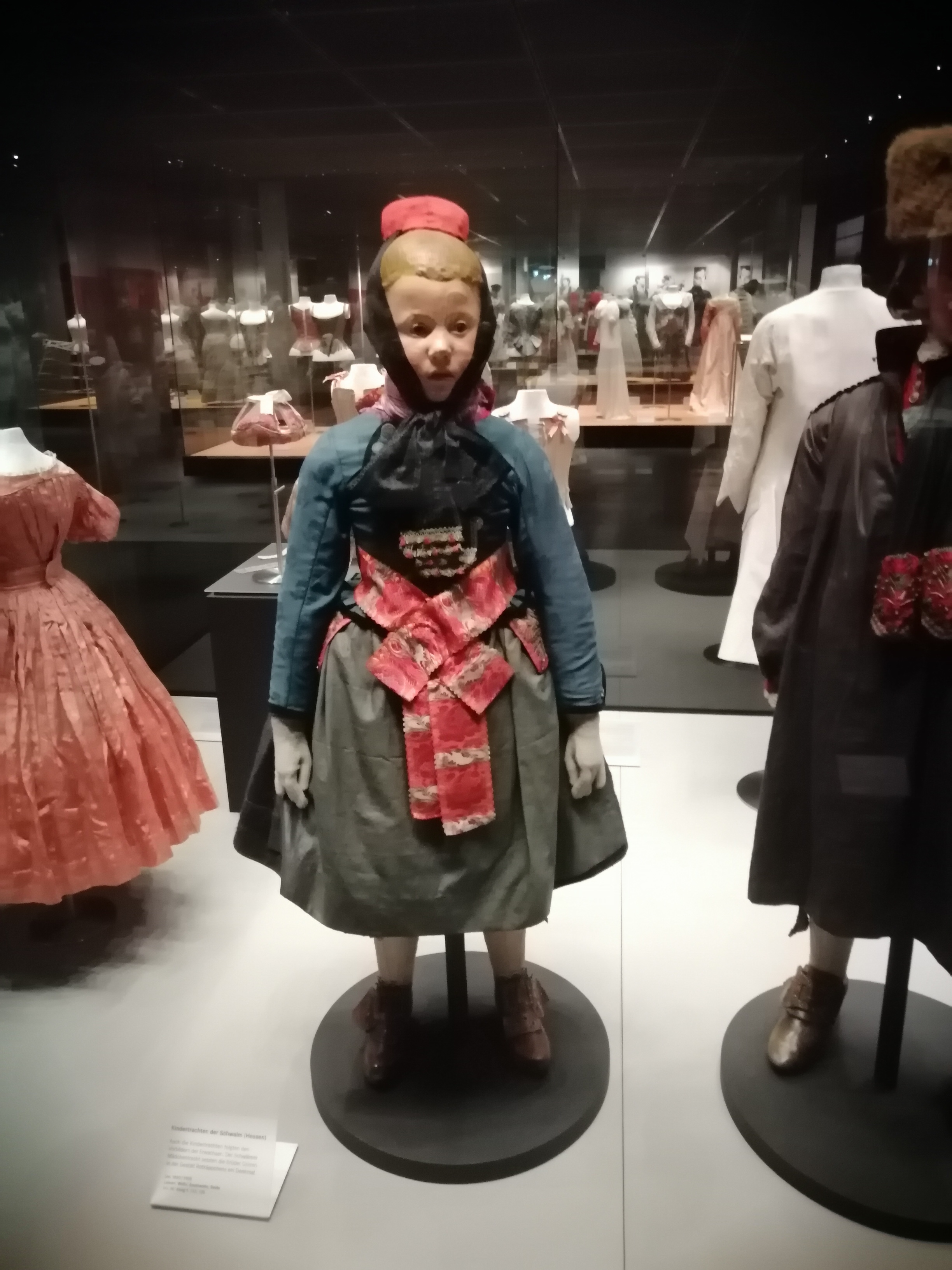
Schwälmer Kindertracht (Rotkäppchen) im Germanischen Nationalmuseum Nürnberg

Die beiden ersten Ausgaben der Märchensammlung hatten noch keine Abbildungen, erst für die Kleine Ausgabe des Märchenbuches hat 1825 ein weiterer der Brüder Grimm – Ludwig Emil Grimm– sieben Kupferstiche beigesteuert. Während seiner Aufenthalte in der Schwalm schuf Ludwig Emil viele Trachtendarstellungen. In der Heimat der Brüder Grimm war es vor allem der Marburger „Märchenillustrator“ Otto Ubbelohde (1867–1922), der den Grimmschen Märchen eine deutlich hessische Gestalt verlieh, als er in der Schwalm und entlang der Lahn neben konkreten Bildern von Landschaften und Bauwerken auch die hessische Tracht vielfach motivisch in seinen Zeichnungen verwandte. Beispielsweise erscheinen Schneeweißchen und Rosenrot in der Kleidung junger Schwälmerinnen, Hänsel und Gretel finden Zuckergebäck an einem hessischen Fachwerkhaus oder Rapunzel lässt ihr Haar an einem Turmhaus im hessischen Amönau (bei Marburg) herunter. Obwohl Otto Ubbelohde das kleine Mädchen mit der roten Kappe nicht in der Schwälmer Tracht zeichnete, entwickelte sich seit dem ausgehenden 19. Jahrhundert der Begriff des Rotkäppchens aus dem Grimmschen Märchen in diese Richtung. Rotkäppchen wird heute in der Schwalm touristisch erfolgreich vermarktet. Die Zeichnungen von Gerhardt von Reutern (1794–1865) und Ludwig Emil Grimm (1790–1863) aus den 1820er Jahren liegen als früheste künstlerische Zeugnisse vor, ihre trachtentragenden Kinder haben einen wesentlichen Anteil an dem zum biedermeierlichen Idyll stilisierten Schwälmer Volksleben. Später erschienen Schwälmer Kinder auf Gemälden der Willingshäuser Malerkolonie als Märchenillustrationen, was Rotkäppchen in Schwälmer Tracht zum touristischen und folkloristischen Emblem Hessens machte, Hessen selbst zum Rotkäppchenland.
Neben der hessischen Schwalm wurden noch Sachsen-Altenburg und das württembergische Betzingen mit deren Knaben- und Mädchentrachten zum Inbegriff dieses Genres. Auch das märkische Wiepersdorf meldete Anspruch auf Rotkäppchens Tracht; Ludwig Emil Grimm soll für die Kleine Ausgabe auf eine ihrer Kindertrachten zurückgegriffen haben, mit typischem weißen Hemd mit schwarzem Mieder, rotem Rock und weißer Schürze, als er Achim von Arnim besuchte.

## Interpretation
Das Märchen vom Rotkäppchen und dem bösen Wolf kann so interpretiert werden, dass es junge Mädchen vor Übergriffen gewalttätiger Männer warnen soll. Die Moral am Ende des Märchens in der Fassung von Perrault lautet:

„Kinder, insbesondere attraktive, wohlerzogene junge Damen, sollten niemals mit Fremden reden, da sie in diesem Fall sehr wohl die Mahlzeit für einen Wolf abgeben könnten. Ich sage „Wolf“, aber es gibt da verschiedene Arten von Wölfen. Da gibt es solche, die auf charmante, ruhige, höfliche, bescheidene, gefällige und herzliche Art jungen Frauen zu Hause und auf der Straße hinterherlaufen. Und unglückseligerweise sind es gerade diese Wölfe, welche die gefährlichsten von allen sind.“

Nach dem Psychoanalytiker Bruno Bettelheim geht es in diesem Märchen um den Widerspruch zwischen Lust- und Realitätsprinzip. Rotkäppchen sei einem Kind gleich, das sich bereits mit Pubertätsproblemen herumschlägt, aber die ödipalen Konflikte nicht bewältigt hat. Es benutzt seine Sinne. Damit entsteht das Risiko, verführt zu werden. Anders als bei Hänsel und Gretel, wo ebenfalls Haus und Waldhaus identisch sind, sind Mutter und Großmutter hier zur Bedeutungslosigkeit zusammengeschrumpft, dafür das männliche Prinzip in Wolf und Jäger gespalten.
Für den Psychiater Wolfdietrich Siegmund ermutigt das Märchen zum Durchhalten, wo man sich nicht selbst befreien kann, obwohl man nicht schuld ist. Das sei für depressive Menschen wichtig. Fragwürdig sei, wenn Rotkäppchen in einer modernen Fassung ein Messer dabei hat und von innen den Bauch aufschneidet. Homöopathen verglichen das Märchen mit den Arzneimitteln Belladonna, Lycopodium, Drosera und Tuberculinum. Der Neurologe Manfred Spitzer meint, Rotkäppchen bleibt gesünder als der gestresste Wolf, weil es den Kontrollverlust nicht so erlebt.

## Rotkäppchen – Ursprünge und Entwicklung
Das Märchen Rotkäppchen ist eine der bekanntesten Erzählungen Europas. Im Laufe der Zeit hat sich die Geschichte in verschiedener Hinsicht gewandelt, sie wurde immer wieder neu erzählt und neu interpretiert und legte immer wieder neue moralische Aussagen nahe. Auch wurde der Text mehrere Male komplett geändert, ausgeweitet, benutzt, parodiert und als satirische Maske für ganz andere Mitteilungsabsichten verwendet. Es entstanden Fassungen, die die Hauptfigur aus dem Wald in eine neue Umgebung versetzten und eine grundsätzlich neue Handlung erfanden. Im Folgenden soll die Entwicklung der Geschichte an einigen ausgewählten Beispielen deutlich gemacht werden.

### Entstehung
Die Geschichte von dem kleinen, naiven Mädchen, das vom Wolf hinters Licht geführt und wie seine Großmutter schließlich gefressen wird, war ursprünglich eine Volksüberlieferung, die von Generation zu Generation mündlich weitergegeben wurde. Daher kann kein genauer Entstehungszeitpunkt bestimmt werden.
Einer Theorie zufolge, die der Italiener Anselmo Calvetti entwickelte, könnte die Geschichte in der Frühgeschichte der Menschheit erstmals erzählt worden sein. Sie könnte Erfahrungen verarbeiten, die die Menschen bei einem Initiationsritus zur Aufnahme in den Stammesclan machten. Hierbei wurden sie symbolisch von einem Ungeheuer (dem Totemtier des Clans) verschlungen, mussten körperliche Schmerzen und kannibalische Handlungen ertragen, um schließlich „wiedergeboren“ zu werden und damit als erwachsene Mitglieder des Stammes zu gelten.
In einigen Rotkäppchen-Versionen taucht dieser Kannibalismus wieder auf. Das hungrige Rotkäppchen isst vom Fleisch der Großmutter und trinkt von ihrem Blut, ohne dies zu wissen.
Die Verwendung des Wolfes als böse Macht könnte auf die Angst der Menschen vor Werwölfen zurückgehen. Besonders im 16. und 17. Jahrhundert gab es, ähnlich wie die Hexenverfolgungen, zahlreiche Prozesse, in denen Männer beschuldigt wurden, Werwölfe zu sein und Kinder gefressen zu haben.
Einzelne Motive der heute bekannten Fassung können weit zurückverfolgt werden. So gibt es beispielsweise den Mythos von Kronos, der seine eigenen Kinder verschlingt. Als Rhea nun mit Zeus schwanger und es leid war, dass ihr Mann ihre Kinder verschlingt, wickelte sie einen Stein in Windeln und gab diesen anstelle von Zeus Kronos. Später befreite Zeus seine Geschwister und den Stein aus dem Bauch seines Vaters. In der Spruch- und Erzählsammlung Fecunda ratis, die Egbert von Lüttich um 1023 verfasste, findet sich die Geschichte eines kleinen Mädchens, das in Gesellschaft von Wölfen aufgefunden wird und ein rotes Kleidungsstück besitzt.
Die Brüder Grimm, die die einzelnen Texte ihrer Kinder- und Hausmärchen (zuerst 1812) über mehrere Jahrzehnte bis zur Ausgabe letzter Hand von 1857 immer wieder im Sinne der Anpassung an ihre eigenen Absichten wie an die Moden der Zeit änderten und ergänzten, manche sogar entfernten, schrieben auch von Anfang an ebenfalls laufend geänderte Kommentare zu den Märchen. In der Urausgabe von 1812 geht Rotkäppchen allerdings noch fast ganz leer aus, es findet sich nur der Hinweis, man habe dieses Märchen „nirgends angetroffen, als bei Perrault (chaperon rouge) wonach Tiecks Bearbeitung“.
Allerdings enthält der erste Band der Urfassung der KHM eine Variante des Märchens, die direkt auf die übliche Fassung des Märchens folgt. Darin lässt sich Rotkäppchen nicht vom Wolf ablenken, geht stracks weiter zur Großmutter und erzählt dieser von der Begegnung. Sie verschließen das Haus und öffnen dem Wolf nicht, als der anklopft. Der steigt am Ende aufs Dach, um das Mädchen abzupassen. Die Großmutter lässt nun Rotkäppchen das Wasser, worin sie am Vortag Würste gekocht hat, in einen Steintrog vor dem Haus schütten, der Duft steigt dem Wolf in die Nase, der vor Gier vom Dach rutscht und im Steintrog ertrinkt.
Der Kommentar zum Märchen ändert sich in der zweiten Ausgabe von 1819. Nun erscheint folgende Referenz: „In einem schwedischen Volkslied (Folkvisor 3, 68, 69) Jungfrun i Blåskagen (Schwarzwald) [begegnet uns] eine verwandte Sage. Ein Mädchen soll zum Wachen bei einer Leiche über Feld. Der Weg führt durch einen finstern Wald, da begegnet ihm der graue Wolf, ›ach lieber Wolf‹, spricht es, ›beiß mich nicht, ich geb dir mein seidengenähtes Hemd.‹ ›Dein seidengenähtes Hemd verlang ich nicht, dein junges Leben und Blut will ich haben‹. So bietet sie ihm ihre Silberschuhe, hernach die Goldkrone, aber vergebens. In der Noth klettert das Mädchen auf eine hohe Eiche: der Wolf untergräbt die Wurzel. Die Jungfrau in Todesangst thut einen schneidenden Schrei; ihr Geliebter hörts, sattelt, und reitet schnell wie ein Vogel, wie er zur Stelle kommt (liegt die Eiche umgestürzt, und) ist nur ein blutiger Arm des Mädchens übrig.“

### Charles Perraultspetit chaperon rouge
Eine der ältesten bekannten schriftlichen Fassungen stammt von dem Franzosen Charles Perrault und wurde 1697 unter dem Titel Le petit chaperon rouge veröffentlicht. Da die Erzählung für die Lektüre am französischen Hof von Versailles bestimmt war, verzichtete Perrault weitgehend auf Elemente, die als vulgär gelten könnten (z. B. Kannibalismus). Die Geschichte nimmt bei ihm kein gutes Ende, die Großmutter und das Rotkäppchen werden vom Wolf gefressen, ohne danach wieder gerettet zu werden. Perrault schreibt weniger ein Märchen als eine moralische Abschreckungsparabel. In seiner Version sind zahlreiche Anspielungen auf Sexualität zu finden (so legt sich Rotkäppchen auf dessen Aufforderung hin nackt zum Wolf ins Bett). Ans Ende ist zudem ein kleines Gedicht angehängt, das kleine Mädchen vor Sittenstrolchen warnt. Perrault hatte die Absicht, mit der Erzählung explizit Verhaltensmaßregeln festzulegen, und griff dabei zum Mittel der Abschreckung.

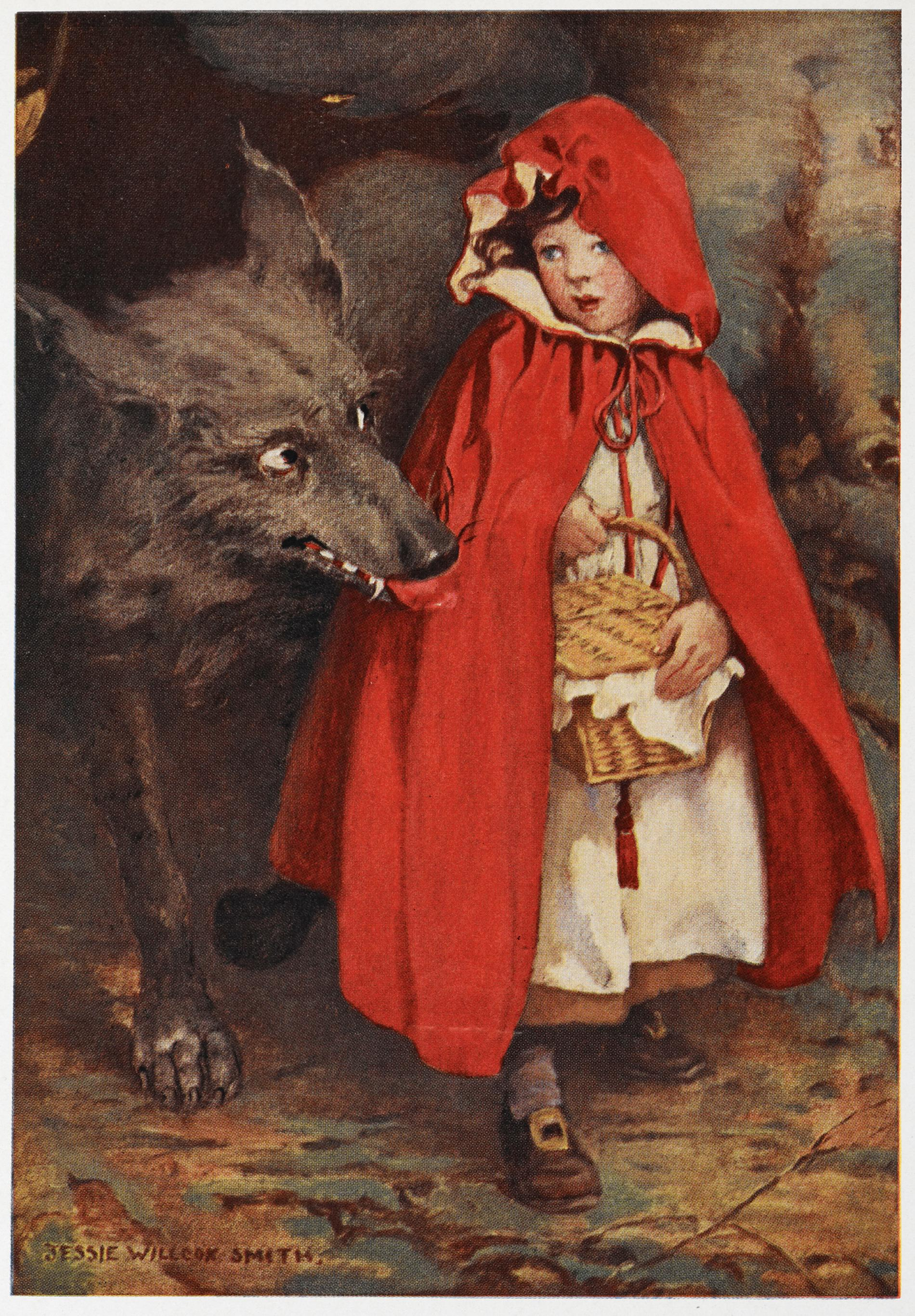
Little Red Riding Hood bedeutet eigentlich Kleiner roter Reitumhang (Illustration von Jessie Willcox Smith, 1911)

Natürlich wurde Perraults Märchen auch in andere Sprachen übersetzt, so ist es beispielsweise in England unter dem Titel Little Red Riding Hood bekannt. Bereits 1729 wurde Perraults Märchen von Robert Samber ins Englische übertragen und im selben Jahr veröffentlicht. Ein glückliches Ende auch der Perrault-Fassung tritt allerdings erst, das Original verfälschend, in der ironischen Übersetzung der Perrault-Märchen ins Deutsche von Moritz Hartmann im Jahr 1867 auf; da war das Happy End des Märchens schon seit über einem halben Jahrhundert Standard in den deutschsprachigen Ländern.

### Erste deutsche Fassungen
Die erste deutsche Übersetzung des französischen Le Petit Chaperon Rouge erschien 1760/61. Da die gehobenen Gesellschaftsschichten jedoch größtenteils der französischen Sprache mächtig waren, fand die Geschichte vermutlich schon vorher auch im deutschsprachigen Raum Verbreitung.
Die Fassung, die 1812 im ersten Band der Kinder- und Hausmärchen von Jacob und Wilhelm Grimm erschien, hat ein gutes Ende, ein Märchenende. Ein Jäger rettet das Rotkäppchen und seine Großmutter aus dem Bauch des Wolfes und füllt diesen stattdessen mit Steinen, was zum Tod des Tieres führt. Dieses Ende ist einem weiteren Märchen entliehen, das die Brüder Grimm ebenfalls aufschrieben: Der Wolf und die sieben jungen Geißlein. Ein ähnliches Verschlingmotiv tritt zudem auch in dem Märchen Von dem Machandelboom auf.
In derselben Ausgabe veröffentlichten die Autoren noch eine Art Fortsetzung, in der das Mädchen erneut einen Wolf trifft. Diesmal beweist es, dass es aus dem vorherigen Erlebnis gelernt hat, und alarmiert die Großmutter. Mit vereinten Kräften gelingt es den beiden, das Tier zu überlisten, das schließlich, wie auch sein Vorgänger, stirbt.
Das Märchen der Brüder Grimm geht teilweise auf eine Nacherzählung von Johanna Hassenpflug (1791–1860), genannt „Jeanette“, zurück (die Fortsetzungsversion geht auf Marie Hassenpflug zurück). Ihre Erzählungen sind die Quellen für mehrere Märchen der Sammlung der Brüder. Außerdem orientierten sie sich an der erstmals 1800 erschienenen dramatischen Bearbeitung Tragödie vom Leben und Tod des kleinen Rothkäppchens von Ludwig Tieck, die auf der Grundlage von Perraults Geschichte entstanden war. Somit hat auch das Grimmsche Märchen indirekt Perrault als Vorlage. Allerdings reinigten die Brüder die ursprüngliche Fassung von ihrer Meinung nach zu grausamen, zu sexuellen und zu tragischen Komponenten und passten es so den Ansprüchen des im 19. Jahrhundert aufsteigenden Bürgertums an.
Tiecks Bearbeitung des Rotkäppchen-Stoffes stammt aus einer Zeit großer Unruhen: Die Vorgänge der Französischen Revolution breiteten ihren Einfluss nach Deutschland aus und wurden von vielen Intellektuellen begrüßt. Nach dem Machtantritt Napoleons wechselte die Begeisterung über die revolutionären Ideale aber bald zur großen Enttäuschung über die imperialen Bestrebungen des französischen Kaisers. Tieck – selbst zunächst Anhänger der Jakobiner – verarbeitete wohl die Enttäuschung über den Verrat der Revolution zur Errichtung des französischen Kaiserreichs in seinem literarischen Werk: so auch im Rotkäppchenmärchen.

### 19. Jahrhundert
Im weiteren Verlauf des 19. und am Anfang des 20. Jahrhunderts blieb das Märchen in seiner Struktur weitgehend unverändert, einige Autoren entfernten jedoch auch noch die wenigen übriggebliebenen Gewaltszenen (z. B. das Verschlingen des Rotkäppchens) und Stellen mit sexuellem Unterton, die sie als zu roh empfanden.
Meist blieb Rotkäppchen in ihrer naiven und hilflosen Position und wurde vom männlichen Jäger gerettet, was das Frauenbild der Zeit widerspiegelt.
In Deutschland wurde das Märchen im 19. Jahrhundert zunehmend niedlicher und christlicher, um es den Kindern zugänglicher zu machen. Die Brüder Grimm selbst überarbeiteten ihre eigenen Märchen mehrmals, bis der Wolf 1857 zum alten Sünder wurde.
1853 nahm Ludwig Bechstein Rotkäppchen in sein Deutsches Märchenbuch auf, wobei die Grimmsche Fassung auch hier als Vorlage diente. Er versuchte zwar, seine Version witziger und volkstümlicher zu gestalten, aber das verlor sich durch seinen gekünstelten Stil leicht im Kindischen. Bechstein trat zu keinem Zeitpunkt als Konkurrent der Märchenbrüder auf.
Im März 1826 verfasste Eduard Mörike ein Gedicht namens Rotkäppchen und der Wolf. Hier bereut der Wolf seine Tat und hofft, dass das tote Mädchen ihm eines Tages verzeihen kann. Weitere Versionen entstanden durch Gustav Holting (1840), der auch das Motiv des sündhaften Wolfes verwendet, Moritz Hartmann in seiner Übersetzung Perraults (1867), wo er den Schluss ändert, und Ernst Siewert (1880). Interessanterweise tauchen in den deutschen Bearbeitungen im Gegensatz zu den französischen Versionen selten erotische Elemente auf, stattdessen wurde viel Wert auf Ruhe und Ordnung gelegt.
Alexander von Ungern-Sternberg dagegen setzte Rotkäppchen 1850 eher lustig um und parodierte biedermeierliches Benehmen. Anna Costenoble veröffentlichte 1907 das Buch Ein Frauenbrevier für männerfeindliche Stunden, in dem sie in einer Rotkäppchen-Parodie die lächerlichen Sitten der deutschen Oberschicht behandelt.
In Frankreich entstand eine Vielzahl von Adaptionen, so zum Beispiel die Oper Le petit chaperon rouge mit der Musik von François-Adrien Boieldieu und dem Text von Marie E. G. M. Théaulon de Lambert. Hierbei handelt es sich um ein sehr sentimentales Musikstück, das in Frankreich und Deutschland, aber auch in England und Amerika Verbreitung fand. Es hat jedoch nur am Rande mit Rotkäppchen zu tun. 1862 verfasste Alphonse Daudet mit Le Roman du chaperon-rouge ein Werk, in dem Rotkäppchen die spießbürgerlichen Normen der Gesellschaft ablehnt, so zum Symbol des Protests wird, aber doch schließlich sterben muss. Das Märchen war in dieser Zeit derart gut bekannt und gegenwärtig, dass es ein wichtiger Bestandteil der Kindeserziehung in allen sozialen Schichten war. Besonders der Aspekt des Gehorsams wurde in den zahlreichen Fassungen, Zeichnungen und Bilderbögen betont (Charles Marelle: Véritable Histoire du Petit Chaperon d’Or, Die wahre Geschichte vom Goldkäppchen, 1888).
Eine weitere Version lieferte Pierre Cami 1914 mit seinem kurzen Stück Le petit chaperon vert (Das Grünkäppchen). Die Eltern von Grünkäppchen werden hier als absurde Figuren dargestellt, das Mädchen selber dagegen zeichnet sich durch Eigenständigkeit und Schlauheit aus. Es gelingt ihr, sich mithilfe von Wortspielen selbst zu retten, indem es nicht die in jenem berühmten Frage-Antwort-Dialog richtigen Fragen liefert („Ei Großmutter, was hast du für große Ohren“) und damit den Wolf so aus dem Konzept bringt, dass er schließlich das Haus mit den Worten verlässt: „Oh, wo sind nur die naiven Kinder von früher, die sich so leicht fressen ließen!“. Diese Art von Parodie etablierte sich besonders nach dem Ersten Weltkrieg, als auch die Rolle der Frau sich bedeutend änderte.
Auch in englischer Sprache gab es zahlreiche Adaptionen, wovon einige wenige ebenfalls parodistischer Natur waren, so beispielsweise „The true historie of little red riding hood or the lamb in wolf’s clothing“ (1872) von Alfred Mills, der die Geschichte benutzte, um sich über die aktuelle Tagespolitik lustig zu machen.
Schon 1890 wurde Rotkäppchen in der Werbung verwendet: Schultz and Company setzten sie in der STAR-Seife-Reklame ein. Hierbei gab es zwei Komponenten:
„Moral I: Wenn du in dieser Welt willst sicher sein / vor Gefahr, Hader und Sorge, /
gib acht, mit wem du dich lässt ein / und wie und wann und wo.
Moral II: Und du solltest immer reinlich sein / und fröhlich, niemals Trübsal blasend, /
um beides zu erreichen, mein Kind, musst du / immer unsere STAR-Seife nehmen“

### Vom naiven zum eigenständigen Rotkäppchen

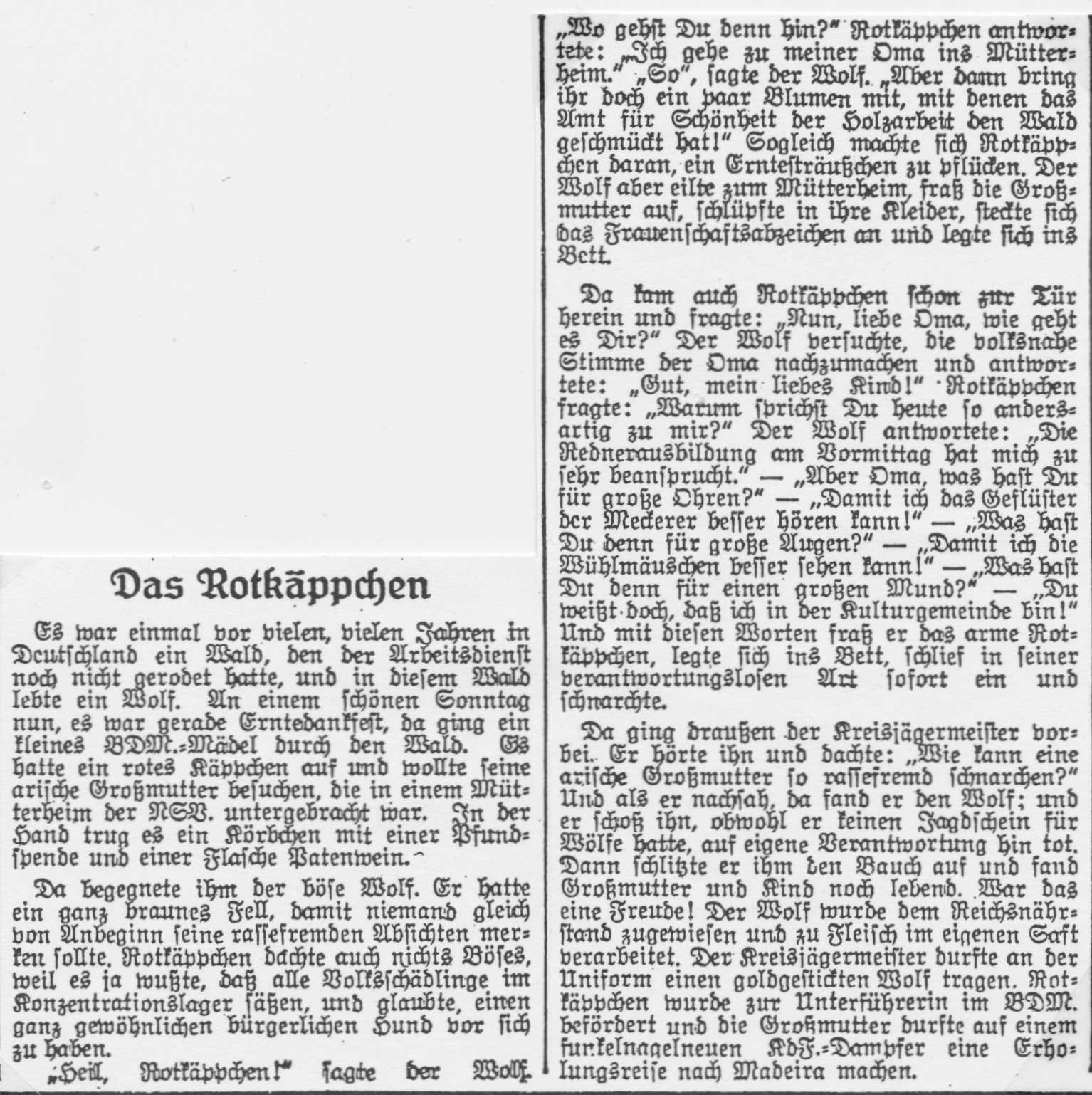
Rotkäppchen als politische Satire

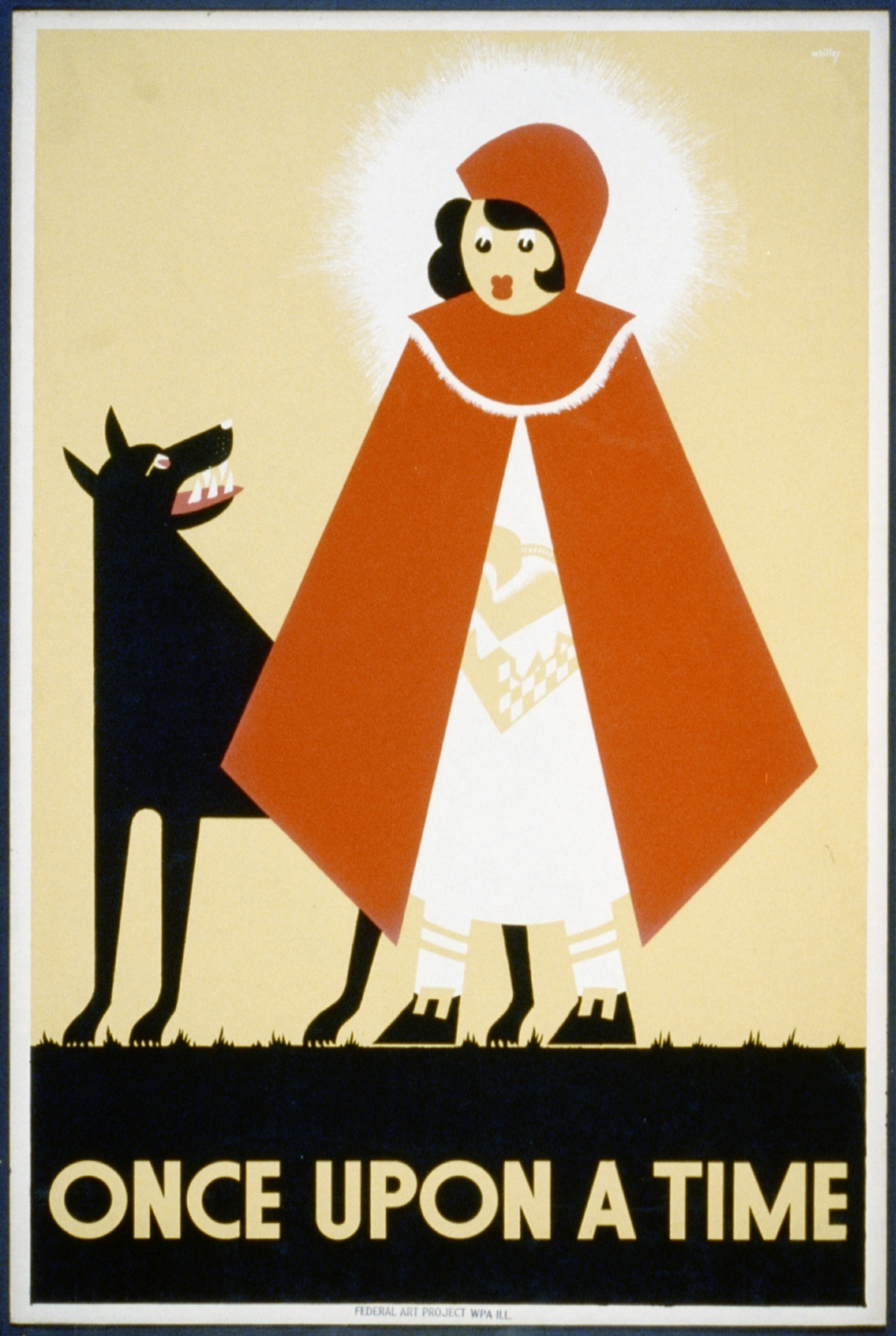
Plakat der US-amerikanischen Works Progress Administration, 1939

Im 20. Jahrhundert wurde Rotkäppchen zunehmend witziger, aufsässiger und auch realistischer umgesetzt. Hierbei ist bemerkenswert, dass viele Fassungen mit ihren ironischen Elementen primär für Erwachsene gedacht waren.
1923, in der Zeit der Weimarer Republik, einer Phase literarischer Experimentierfreudigkeit, auch in Bezug auf Märchen, entstand eine stark satirische Version, in der traditionelle Kindererziehung und Vorstellungen von Sexualität hinterfragt wurden: Joachim Ringelnatz schrieb Kuttel Daddeldu erzählt seinen Kindern das Märchen vom Rotkäppchen. Weder Rotkäppchen selber, noch die Zuhörer/Leser werden hier allzu sanft behandelt. Der Erzähler identifiziert sich mit der Großmutter, die im Laufe des Märchens beginnt, alles zu verschlingen, was in ihre Reichweite kommt.
Werner von Bülow dagegen interpretierte „Rotkäppchen“ in den 1920er Jahren in extrem rassistischer und übertrieben nationalistischer Weise und sah sogar Parallelen zur Dolchstoßlegende. Sein Essay erschien im Hakenkreuz-Verlag. Es gab während dieser Zeit zahlreiche Bestrebungen, sämtliche Grimmsche Märchen auf deutschen Ursprung zurückzuführen, was ziemlich aussichtslos war, da viele aus Frankreich oder anderen europäischen Ländern stammen.
Es gab jedoch auch Versuche, der nationalsozialistischen Propaganda entgegenzuwirken. 1937 erschien in den Münchner Neuesten Nachrichten eine anonyme Fassung, die hier als Faksimile wiedergegeben wird.
1939 veröffentlichte der New Yorker Humorist James Thurber seine Geschichte The Little Girl and the Wolf, an dessen Ende Rotkäppchen eine Pistole zieht und den Wolf erschießt. Mit Thurbers Moral – kleine Mädchen lassen sich heute nicht mehr so leicht hinters Licht führen – begannen sich die originalen Charaktere ins Gegenteil zu verkehren. Nach 1945 folgten zahlreiche Parodien, wie zum Beispiel Catherine Storrs Pollykäppchen (im Band Clever Polly and the Stupid Wolf, 1955). Die schlaue und furchtlose Polly trickst hier den dämlichen und eingebildeten Wolf ein ums andere Mal aus, ohne dabei die Hilfe anderer zu benötigen. Doch es gab auch ernsthaftere Bearbeitungen, die das Mädchen gewöhnlich ebenfalls eher selbstbewusst darstellen, so auch Versionen feministischer Autoren. Ab und zu wurde Rotkäppchen auch mit dem Kommunismus in Verbindung gebracht und dementsprechend gestaltet. Als gemeinsame Grundidee ist zu erkennen: Rotkäppchen ist nicht länger unschuldig, artig und hilflos, sondern intelligent und durchaus in der Lage, sich selbst zu helfen.
In einigen Fassungen wird der Wolf nicht mehr als böser Charakter geschildert, sondern als missverstandene Figur, die im Grunde nur ihre Ruhe haben will, so in Philippe Dumas’ und Boris Moissards Blaukäppchen. Thaddäus Troll schrieb eine Parodie auf Amtsdeutsch. Außerdem versetzte er die Handlung mit Werbesprüchen. Dies soll wohl ebenfalls auf das Thema der Verführung hinweisen. Bei Anneliese Meinert hat die Mutter eine Verabredung, also rast Rotkäppchen mit 180 am Wolf vorbei zur aufgemotzten Oma („...warum hast du so glänzende Augen?“...„Kontaktgläser!“), die aber „eine Bridgepartie“ erwartet. Rotkäppchens Jägerfreund kriegt Kuchen und Whiskey. Rudolf Otto Wiemers Wolf bagatellisiert die Geschichte im Rückblick, und Rotkäppchen, eingeschüchtert, stimmt zu. Bei Max von der Grün wird es durch seine rote Mütze mit dem weißen Stern plötzlich von allen beneidet und gehasst, bis es sie verliert. In der Musical-Fassung von Floh de Cologne nach Jewgenij Schwarz gründet Rotkäppchen mit den Tieren im Wald eine Tapferkeitsschule und zwingt den korrupten Förster, Großmutter aus dem Wolfsbauch zu befreien. Bei Peter Rühmkorf nascht Rotkäppchen unterwegs von Kuchen und Wein und zieht in der Hütte dem Wolf den Pelz aus, bis die Oma dazwischen kommt. Roald Dahl versuchte, mit seinem Gedicht Little Red Riding Hood (1982) die Leser anzuregen, sich von der traditionellen Märchenrezeption zu lösen und neue Zugänge zu finden. In dem Text stellt Rotkäppchen Fragen zu dem schönen Pelz des Wolfes. Als der verärgerte Wolf sie schließlich fressen will, erschießt sie ihn mit einer Pistole, um seinen Pelz anschließend stolz im Wald umherzutragen. Janoschs elektrisches Rotkäppchen enthält in jedem Satz das Wort elektrisch, es wird also vom elektrischen Wolf zum Besichtigen elektrischer Lampen verführt und schließlich vom Elektriker gerettet. Sławomir Mrożeks gelangweiltes Rotkäppchen phantasiert einen Wolf und wird in Wirklichkeit von der Großmutter unterdrückt. Auch Günter Grass nimmt in Die Rättin Rotkäppchen und den Wolf auf, und in diesem Roman ergreifen Märchengestalten die Macht, stiften Verwirrung und retten schließlich die Welt. Eine weitere Parodie findet sich in Paul Maars Der Tag, an dem Tante Marga verschwand und andere Geschichten. Rotkäppchen kommt auch in Kaori Yukis Manga Ludwig Revolution vor. Michael Freidank erzählt die Geschichte auf Gossendeutsch. Parodien von Andreas Jungwirth, Katharina Krasemann und Klaus Stadtmüller erschienen in Die Horen. Wladimir Kaminers Sammlung Rotkäppchen raucht auf dem Balkon parodiert in einer Geschichte das Märchen: Das Kind hat bestimmt keine Lust, die Oma zu besuchen.
Neben den zahlreichen Parodien auf das Märchen, in denen ein Rollentausch zwischen den Hauptfiguren stattfindet, gibt es unzählige Travestien, die das Märchen in Dialekte oder ein anderes Register der Sprache übersetzen: Rotkäppchen auf Bairisch, und in den offiziellen Landessprachen der EU. Dann auf Linguistisch, auf Mathematisch, in der DDR, in der Szene, Rotkäppchen und die Psychoanalyse, die bösen Interpreten. Besonders der Großmutterdialog „Warum hast du so große Augen“ usw. wird gern zitiert. Zusammenfassend lässt sich sagen, dass sich die Märchenrezeption im Laufe der Zeit und mit Bezug auf gesellschaftliche Entwicklungen wie dem Aufstieg des Bürgertums im 19. Jahrhundert oder der Emanzipation der Frau im 20. Jahrhundert fortlaufend verändert hat. Trotzdem ist auch heute noch die Grimmsche Märchenfassung in Deutschland am bekanntesten.
Short Stories parodieren die düsteren Aspekte des Märchens: Bei Tanith Lee wurde die Großmutter zum Werwolf, weil ihr Mann sie schlug. Bei Wendy Wheeler verführt der Liebhaber die Mutter samt Tochter. Bei Kathe Koja verfolgt der Triebtäter das Mädchen bis zu Großmutters Waldhaus. Bei Nalo Hopkinson machte die Oma einst die Wolfserfahrung und will das Kind warnen. In Tanith Lees unernster Parodie wird der Wolf durch Kuss verwandelt. Will Shetterlys Little Red radelt durch die Stadt, der böse Bube hinterher. Angela Carter greift das Märchen mit The Werewolf und The Company of Wolves in The Bloody Chamber auf. Die deutschsprachige Autorin Karen Duve macht eine Werwolfgeschichte daraus. Alethea Kontis ersinnt Liebesbriefe an den Retter. Christina Henrys Roman Die Chroniken von Rotkäppchen ist eine Endzeitdystopie.
Otto Waalkes machte einen Sketch aus Rotkäppchen und ließ es auch in seinem Film 7 Zwerge – Männer allein im Wald auftreten. Der Film Die Zeit der Wölfe verarbeitet das Motiv in einer Fantasy/Horror-Interpretation, während der japanische Anime-Film Jin-Roh die Symbolik des Märchens in eine antifaschistische und gewaltkritische Hintergrundgeschichte einwebt. Im Jahr 2004 verarbeitet die französische Sängerin Zazie die Geschichte des Rotkäppchens in dem Song Toc Toc Toc, in dem sie – aller Wahrscheinlichkeit nach – ihre eigene Entwicklung vom kleinen Mädchen, das die Angst einflößende Geschichte vom Rotkäppchen erzählt bekommt, bis hin zur Frau, die auf der Suche nach den – möglicherweise gar nicht mehr existierenden – Prinzen, eigentlich darauf wartet, vom Wolf gefressen zu werden. Ein Demonstrationsplakat auf oft gezeigten Fernsehbildern der Wendezeit zeigt Egon Krenz’ Gesicht und „Großmutter, warum hast du so große Zähne?“. Einen ganz eigenen Märchenverlauf hat die National Rifle Association entwickelt, bei der Rotkäppchen eine Waffe entsichert. „Oh, wie der Wolf es hasste, wenn Familien gelernt hatten, sich selbst zu verteidigen“, schrieb Amelia Hamilton, um Kinder für die NRA zu gewinnen.

## Kulturgeschichtliche Überformungen
Die Geschichte des Rotkäppchens hat zahlreiche Dramen, Opern sowie eine Reihe von Werken der Bildenden Kunst, vor allem hunderte von Illustrations-Suites in Märchenbüchern aller Art und Filme inspiriert. Ein Scherenschnitt in Henri Matisse’ Serie Jazz stellt Rotkäppchen dar.

### Theater- und Puppenspielfassungen
- Robert Bürkner: Rotkäppchen als Bühnenstück für Kinder und Erwachsene (1919)
- Christel und Gerard Mereau: Rotkäppchen als Puppenspiel für Kinder von Christels Puppenbühne. Zülpich
- Georg A. Weth: Rotkäppchen als Bühnenstück für die Familie mit 13 Volksliedern in Schwälmer Ausstattung (UA Japan 1991, DE 1992), verlegt im VVB-Verlag Norderstedt
- Gerd-Josef Pohl: Rotkäppchen als Puppenspiel für Kinder im Kindergarten und Grundschulalter (Hrsg.: Piccolo Puppenspiele), Bonn 2003
- Roland Richter: Rotkäppchen im Hanauer Marionettentheater in verfremdeter, parodistischer Form

### Oper
- François-Adrien Boieldieu: Le petit chaperon rouge. Paris 1818 (letzte deutsche Aufführungsserie: Theater Lübeck 2001).
- Die Oper hat aber nur den gleichen Titel wie das Märchen, die Handlung ist völlig unterschiedlich.
- Andreas Kröper: Rotkäppchen. Eine Kinderoper. Zürich 2008 (Uraufführung; Libretto nach Mathilde Wesendonck, Zürich 1861; Musik von Wolfgang Amadeus Mozart, Auswahl verschiedener Opernarien).

### Musical
- Floh de Cologne - Rotkäppchen ein Musical nach Motiven von Jewgenij Schwarz. Uraufführung Staatstheater Wiesbaden 1980, Regie Alois Heigl
- Peter Lund: Grimm – Die wirklich wahre Geschichte von Rotkäppchen und ihrem Wolf. Uraufführung Oper Graz 2014; Musik von Thomas Zaufke

### Musik
- Varg: Rotkäppchen auf dem Album Wolfskult erzählt eine alternative Version der Geschichte, in der Rotkäppchen die Großmutter tötet und an den Wolf verfüttert. Das Lied existiert in zwei Versionen, einmal mit Anna Murphy von Eluveitie und einmal mit Robse von Equilibrium als Gastmusiker.
- Floh de Cologne: Rotkäppchen, ein Märchen mit viel Rock und Pop und Rumtata. LP Pläne K20 905 mit Franz Josef Degenhardt, Hanns Dieter Hüsch, Dieter Süverkrüp, Hannes Wader und vielen anderen.

### Film- und Fernsehadaptionen

Briefmarken der Deutschen Bundespost (1960)
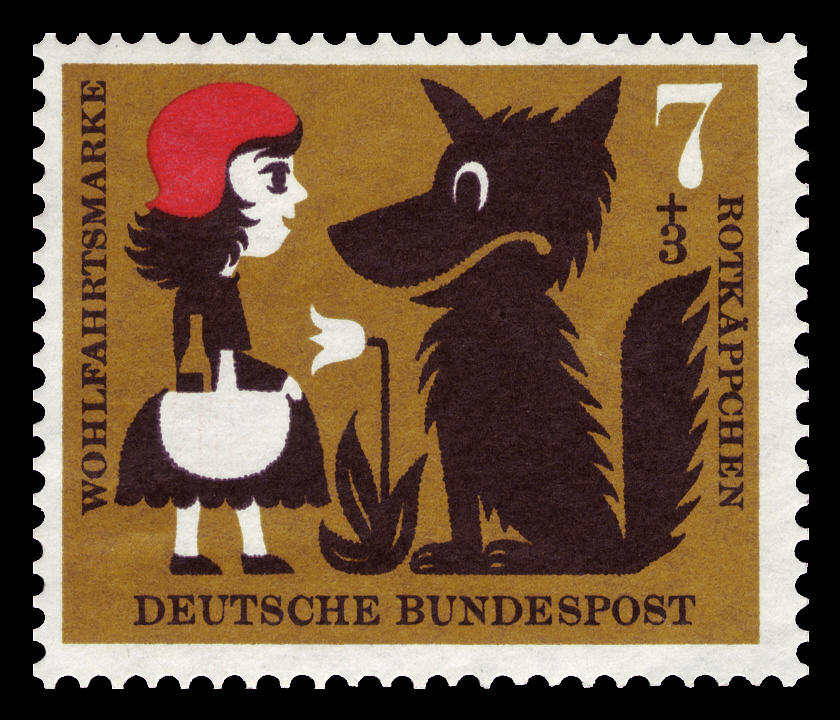
Rotkäppchen trifft im Wald den Wolf.
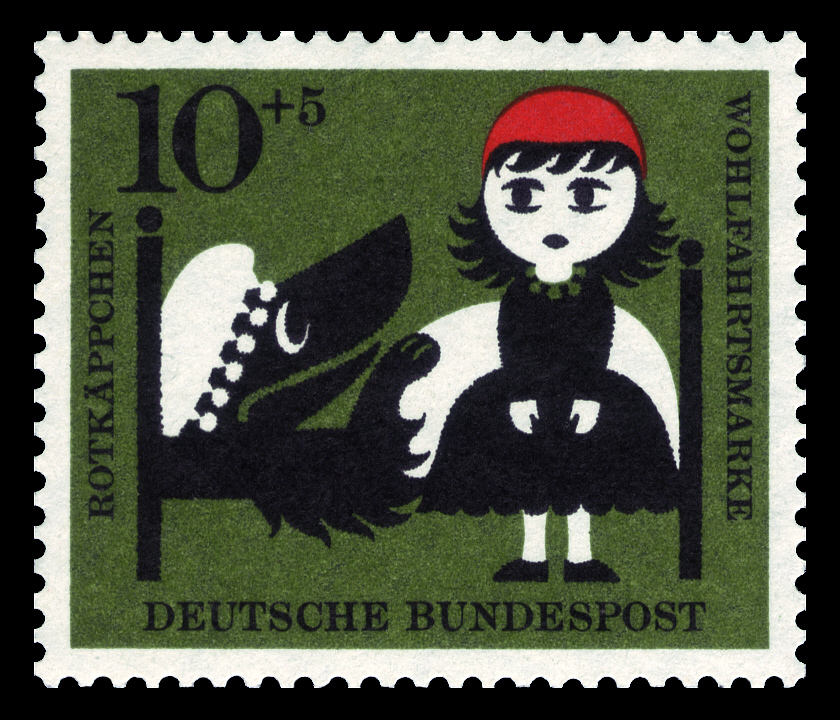
Rotkäppchen am Bett der Großmutter, in dem der verkleidete Wolf liegt.
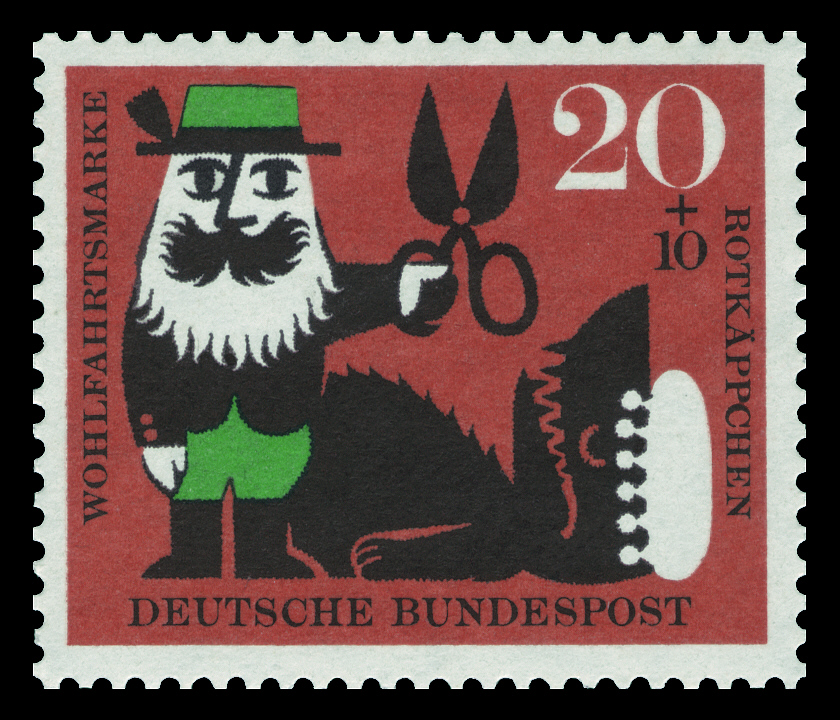
Der Jäger befreit die Großmutter und Rotkäppchen aus dem Bauch des Wolfs.
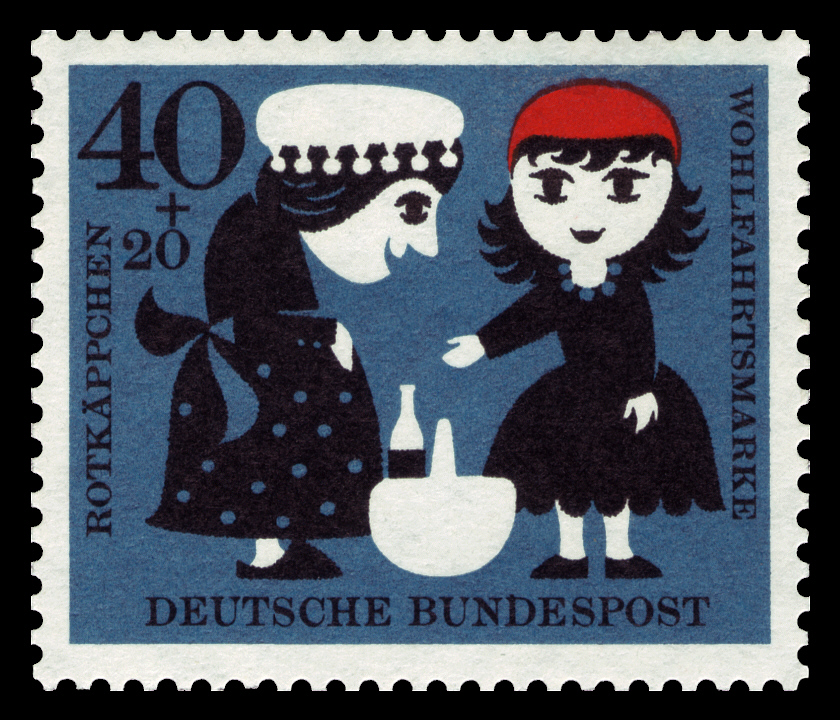
Großmutter und Rotkäppchen sind wieder wohlauf und erfreuen sich an den mitgebrachten Gaben.

Der Rotkäppchen-Stoff wurde erstmals 1922 verfilmt, ihm folgten zahlreiche Spiel- und Trickfilme, die sich eng an die Vorlage anlehnten. Daneben gibt es noch eine Reihe von Filmen, die mehr oder weniger stark von der Märchenvorlage abweichen oder in denen die Rotkäppchen-Figur in anderen Zusammenhängen eingesetzt ist.
- 1922: Little Red Riding Hood, Verfilmung von Walt Disney
- 1937: Rotkäppchen und der Wolf (s/w, z. T. in Farbe) – Regie: Fritz Genschow[39]
- 1941: The Trial of Mr. Wolf (Zeichentrickfilm, der die Geschichte in einer parodistischen Gerichtsverhandlung umdreht)[40]
- 1943: Red Hot Riding Hood (moderne, sexuell konnotierte Zeichentrick-Adaption der Handlung) – Regie: Tex Avery (MGM)
- 1949: Little Rural Riding Hood (Zeichentrick-Adaption) – Regie: Tex Avery (MGM)
- 1953: Rotkäppchen – Regie: Fritz Genschow
- 1954: Rotkäppchen – Regie: Walter Janssen
- 1960: Rotkäppchen – Regie: Hans-Günter Bohm
- 1962: Rotkäppchen (neben dem Original der Brüder Grimm, auch Auszüge der Vorlage des russischen Schriftstellers Jewgeni Lwowitsch Schwarz) – Regie: Götz Friedrich
- 1965: The Dangerous Christmas of Red Riding Hood, musikalische Parodie mit Liza Minnelli in der Titelrolle; ausgestrahlt am 28. November 1965 auf dem US-Fernsehsender ABC; der böse Wolf stellt das Märchen aus seiner Sicht vor. – Regie: Sid Smith
- 1969: Die Abenteuer der Cappuccetto, Schweizer TV-Marionettenserie
- 1977: Über das Rotkäppchen (russisch Про Красную Шапочку), zweiteiliges sowjetisches Film-Musical
- 1984: Die Zeit der Wölfe – Regie: Neil Jordan
- 1987: Grimms Märchen (japanische Zeichentrickserie) – Staffel 1, Folge 5: Rotkäppchen
- 1989: Rotkäppchen (Cannon Movie Tales: Red Riding Hood) – Regie: Adam Brooks
- 1995: Rotkäppchen (Little Red Riding Hood) – Regie: Toshiyuki Hiruma
- 1996: Freeway – Regie: Matthew Bright
- 1999: Jin-Roh, (Anime-Politthriller in dem u. a. die kannibalistische Version des Märchens vorgelesen wird) – Regie: Hiroyuki Okiura
- 1999: SimsalaGrimm (deutsche Zeichentrickserie) – Staffel 2, Folge 2: Rotkäppchen
- 2005: Rotkäppchen – Deutschland, Märchenfilm aus der ZDF-Reihe Märchenperlen, Regie: Klaus Gietinger
- 2006: Rotkäppchen – Wege zum Glück, Komödie aus der ProSieben/ORF-Reihe Die Märchenstunde (Deutschland/Österreich) – Regie: Tommy Krappweis
- 2006: Die Rotkäppchen-Verschwörung – Regie: Cory Edwards
- 2011: Red Riding Hood – Unter dem Wolfsmond (Red Riding Hood) – Regie: Catherine Hardwicke
- 2011: Once Upon a Time – Es war einmal … (US-amerikanische Fantasyserie) – Staffel 1, Folge 15
- 2012: Rotkäppchen – Deutschland, Märchenfilm der 5. Staffel aus der ARD-Reihe Sechs auf einen Streich, Regie: Sibylle Tafel
- 2013: Rotkäppchen: Eine Erzählung von Blut und Tod (deutscher Kurzfilm) – Regie: Florian von Bornstädt u. Martin Czaja
- ab 2013: Ever After High, Shannon Hale
- 2021: Red Riding Hood (deutscher Kurzfilm) – Regie: Christopher Bailey[41]
- 2024: The Grimm Variations – Folge 2 Rotkäppchen (Anime Kurzfilm) – Studio: Wit Studio

### Hörspiele

Motivseite der 20-Euro-Gedenkmünze

- Grammatik / Dieser wankende Sommerton von Ute-Christine Krupp, Saarländischer Rundfunk, Saarbrücken 1995.[42]

### Comics
Bekannte Comic-Interpretationen des Stoffes mit einer eindeutig erotischen bzw. pornografischen Ausrichtung finden sich u. a. in einer Reihe des Zwerchfell Verlages aus dem Jahre 2000, sowie von Mart Klein in einer selbst verlegten Diplomarbeit vom Mai 2009.

### Computerspiele
Das Märchen wurde 2009 für das Computerspiel The Path verwendet. Die Spielidee: Da Gefahren drohen, soll der Spieler den Pfad zur Hütte der Großmutter nicht verlassen. Gerade das ist aber möglich und natürlich besonders verführerisch.

### Werbung
Rotkäppchen und der Wolf waren und sind beliebte Objekte in der Werbung. Viele Produkte wurden bereits mit diesen Figuren beworben, unter anderem Kaffee, Essig, Bier, Gebäck, Schokolade, Nähgarn, Strickwolle. Besondere Anwendung findet das Motiv beim Rotkäppchen-Sekt aus Freyburg an der Unstrut, indem hier die Flaschen mit einer roten Kappe verschlossen sind. Ein Kaufhaus warb um 1990: „… Großmutter, warum hast du so viel Kohle? …“ In einer Fernsehwerbung 2018 weiß Rotkäppchen, dass das Auto nicht zur Vertragswerkstatt muss, damit die Garantie bleibt („Schluss mit den Märchen“).

### Philatelistisches
1960 erschien bei der Deutschen Bundespost eine Serie von vier Wohlfahrtsmarken mit Abbildungen aus diesem Märchen (s. o.). Mit dem Erstausgabetag 11. Februar 2016 gab auch die Deutsche Post AG drei Wohlfahrtsmarken in der Serie Grimms Märchen mit den Titeln Im Wald (Wert: 70 + 30 Eurocent), Bei der Großmutter (Wert: 85 + 40 Eurocent) und Gutes Ende (Wert: 145 + 55 Eurocent) heraus. Der Entwurf der Marken stammt von den Grafikern Lutz Menze und Astrid Grahl aus Wuppertal.

### Gedenkmünzen
Am 4. Februar 2016 wurde von der Bundesrepublik Deutschland in der Serie Grimms Märchen eine silberne Gedenkmünze mit einem Nominalwert von 20 Euro herausgegeben. Das Motiv wurde entworfen von Elena Gerber.